# Ignacio Martínez de Pisón
Ignacio Martínez de Pisón Cavero (Zaragoza, 1960) es un escritor y guionista español. Fue galardonado con el Premio Nacional de Narrativa de 2015 por su novela La buena reputación.

## Biografía
Ignacio Martínez de Pisón nació en 1960 en Zaragoza, aunque pasó sus primeros años en Logroño, donde su padre, que era militar, estaba destinado. Es descendiente por línea materna de Francisco Cavero y Álvarez de Toledo, militar y aristócrata carlista que participó en Aragón en la Tercera Guerra Carlista. Es hermano de José María Martínez de Pisón, profesor de Filosofía del Derecho en la Universidad de la Rioja.
Cuando tenía 9 años falleció su padre, tras lo cual la familia regresó a vivir a Zaragoza, donde Ignacio estudió con los jesuitas. Se licenció en Filología Hispánica por la Universidad de Zaragoza, y en 1982, al terminar esta carrera, cursó Filología Italiana en Barcelona, ciudad en la que reside desde entonces.
Tras su primera novela, La ternura del dragón, escrita en 1984 y que obtuvo el premio Casino de Mieres, se dedicó de lleno a la literatura. Especialmente inclinado por la novela y la narración corta, ha escrito también el guion cinematográfico de la adaptación al cine de su libro Carreteras secundarias que dirigió en 1997 Emilio Martínez Lázaro y por la que fue candidato al Goya al mejor guion adaptado. En 2003 el realizador francés Manuel Poirier volvió a llevar esta novela a la pantalla grande bajo el título de Caminos cruzados (Chemins de traverse). Escribió también junto a Emilio Martínez Lázaro el guion de Las trece rosas, por la que fue candidato a mejor guion original de los premios Goya y es igualmente coautor junto a Fernando Trueba del guion de Chico & Rita, la película de animación dirigida por Fernando Trueba, Javier Mariscal y Tono Errando.
Sus novelas han sido traducidas a una docena de idiomas. Ha hecho adaptaciones para el teatro (El filo de unos ojos). Ha escrito artículos de prensa en diversos periódicos y crítica literaria en los suplementos literarios de, entre otros diarios, ABC y El País. Desde principios de 2015 colabora regularmente en La Vanguardia. 
Está casado y tiene dos hijos con María José Belló, hija del jugador y entrenador del Real Zaragoza Luis Belló. Es hijo predilecto de Zaragoza y el 17 de abril de 2015 fue galardonado como "Alumno Distinguido" de la Facultad de Filosofía y Letras de la Universidad de Zaragoza, su alma mater.

## Literatura

### El tiempo de las mujeres
En El tiempo de las mujeres, una novela compleja y ambiciosa, relata la historia de tres hermanas sobre el telón de fondo de la transición democrática española. De esa forma la muerte del padre de todas ellas adquiere un cierto valor simbólico ya que deben, de repente, acceder a la madurez. La joven María se siente forzada a ocupar el vacío que ha dejado el padre, ya que la madre es desasistida e inmadura, su hermana Carlota atolondrada y mística y la otra, Paloma, solamente parece pensar en fugarse de casa. La novela resulta del derrumbe de las ilusiones de cada una de las tres hermanas y la casa familiar, Villa Casilda, simboliza una infancia feliz y unida de la que la muerte del padre les saca independizando el destino de cada una de ellas respecto de las otras. Se trata de una novela de formación o Bildungsroman femenino que utiliza tres diferentes narradoras en primera persona, donde el verdadero tema es la coincidencia entre maduración y soledad y la trama va avanzando desde el inicial humor al desencanto y el drama.

### Enterrar a los muertos
En su obra más ensayística, Enterrar a los muertos, da forma narrativa al hecho real del asesinato de José Robles Pazos y su investigación por parte del novelista estadounidense John Dos Passos. El crimen fue en su momento una causa célebre a la que se refirieron después, a menudo de forma sesgada o incorrecta, muchos de los principales historiadores de la Guerra Civil. José Robles y John Dos Passos se conocieron a finales de 1916, y su amistad solamente se interrumpió con la muerte del primero en 1937. Robles tradujo el Manhattan Transfer de Dos Passos al español y era un republicano ferviente que en julio de 1936 no dudó en ponerse al servicio del gobierno legítimo. Tiempo después, fue detenido en Valencia por los servicios secretos soviéticos y desapareció. John Dos Passos no supo de su asesinato hasta abril de 1937, cuando se encontraba en España colaborando en un documental de propaganda republicana. Empeñado en averiguar la verdad, chocó contra una tupida conspiración de silencio y mentiras, y lo que entonces entrevió acabaría determinando su evolución ideológica y provocando la ruptura de su vieja amistad con Ernest Hemingway. Ignacio Martínez de Pisón se documentó con rigor e iluminó un oscuro capítulo del pasado reciente con un fresco de la historia colectiva de España que plantea el importante problema moral de la dignidad en un régimen totalitario bajo el aparente molde de una novela policial.

### Dientes de leche
Sobre su novela Dientes de leche ha escrito Ernesto Ayala-Dip que en ella el autor "siempre sale victorioso. Esa es la función del arte. (...) Como si el autor nos dijera: la vida a veces tiene mucho de increíble y el arte de la ficción tiene la obligación de hacerla verosímil." Y acerca de su obra El día de mañana, Ricardo Senabre ha dicho: "Sin divagaciones, sin artificios explicativos, confiándolo todo a la escueta narración de los hechos, Martínez de Pisón alcanza en algunos momentos una sutileza psicológica y una hondura que constituyen indicios inequívocos de la madurez creadora."

### La buena reputación
En 2014 publicó La buena reputación, por la que obtuvo el Premio Nacional de Narrativa de 2015. El jurado del premio la calificó como “un retrato del mundo judeo-español en Melilla en la época del Protectorado y el complejo desarrollo de una red de relaciones familiares en el marco de un relato extenso muy fiel a la tradición novelesca”. Fue bien  acogida entre la crítica y el público. José María Pozuelo Yvancos afirmó que "esta novela nos muestra a Martínez de Pisón convertido ya en un maestro".

### Derecho natural
Su siguiente novela Derecho natural, publicada en 2017, cuenta la historia de un actor fracasado que acaba ganándose la vida como imitador de Demis Roussos. Fue incluida como uno de los 20 mejores libros de 2017, según Babelia.

### Filek. El estafador que engañó a Franco
En 2018 publicó Filek. El estafador que engañó a Franco, donde presenta una investigación sobre un personaje real un falso inventor de una gasolina sintética que triunfó en la España de 1939. También de 2018 es la premiada adaptación televisiva de su novela El día de mañana, estrenada en Movistar Plus y dirigida por Mariano Barroso.

### Fin de temporada
En 2020 regresó a la ficción y publicó Fin de temporada, de la que la crítica ha escrito: «… pocos escritores españoles hay mejor dotados que él para organizar la narración de una historia. Con esta novela sucede que al lector le entran a menudo ganas de postergar su lectura para que no se termine, de tanto que está disfrutando» (José María Pozuelo Ivancos, ABC Cultural) o «Una novela que desarma por su emotividad y clarividencia psicológica» (Carlos Pardo, Babelia).

### Castillos de fuego
Elegido Libro del Año por el diario El Mundo y mejor novela española de 2023 por La Vanguardia y El País. En esta extensa novela, publicada en 2023,  el autor aragonés recrea los primeros años del franquismo en España entre 1939 y 1945 en una gran novela realista algo lastrada por su afán de detalle, algo «inherente a un realismo de recreación sociohistórica. Con esta poética, Castillos de fuego está entre lo mejor que puede hacerse y eso no es poca cosa», según la crítica publicada por Domingo Ródenas de Moya en el suplemento literario de El País. En palabras del crítico, «Pisón logra su propósito y entrega una de sus mejores novelas». Para Alberto Olmos es una «novela extraordinaria», según escribe en El Confidencial: «Castillos de fuego está, por decirlo con prudencia, a años luz de todas las demás novelas que han llegado a las librerías en 2023. Por ambición, por técnica, por emoción, por trabajo».

## Obras
- La ternura del dragón (Anagrama, 1984), novela
- Alguien te observa en secreto (Anagrama, 1985), cuentos
- Antofagasta (Anagrama, 1987), compuesto por dos nouvelles: La última isla desierta y Antofagasta
- Nuevo plano de la ciudad secreta (Anagrama, 1992), novela
- El fin de los buenos tiempos (Anagrama, 1994), tres relatos o novelas cortas: Siempre hay un perro al acecho, El fin de los buenos tiempos y La ley de la gravedad
- El tesoro de los hermanos Bravo (Alba, 1996), novela
- Carreteras secundarias (Anagrama, 1996), novela
- Foto de familia (Anagrama, 1998), cuentos
- El viaje americano (SM, 1998), novela
- Una guerra africana (SM, 2000 y RBA, 2008), novela
- María bonita (Anagrama, 2001), novela
- El tiempo de las mujeres (Anagrama, 2003), novela
- Enterrar a los muertos (Seix Barral, 2005), sobre José Robles Pazos, traductor de John Dos Passos, asesinado en 1937 por los servicios secretos soviéticos
- Las palabras justas (Xordica, 2007), reportajes
- Dientes de leche (Seix Barral, 2008), novela
- Partes de guerra (RBA, 2009; Catedral, 2022), como antólogo de 35 relatos sobre la Guerra Civil Española (39 relatos y un nuevo prólogo en la reedición)
- Aeropuerto de Funchal (Seix Barral, 2009), antología de cuentos
- El día de mañana (Seix Barral, 2011), novela, Premio de la Crítica
- La buena reputación (Seix Barral, 2014), novela, Premio Nacional de Narrativa
- Derecho natural (Seix Barral, 2017), novela
- Filek: El estafador que engañó a Franco[12] (Seix Barral, 2017), novela
- Fin de temporada (Seix Barral, 2020), novela.
- Castillos de fuego (Seix Barral, 2023), novela.
- Ropa de casa (Seix Barral, 2024), memorias.

## Premios[13]
- Premio Casino de Mieres 1984 por La ternura del dragón
- Premio Torrente Ballester 1991 por Nuevo plano de la ciudad secreta
- Premio NH 1999 al mejor libro español de relatos por Foto de familia
- Premio Pedro Saputo 2000 al mejor libro aragonés del año por María bonita
- Premio Rodolfo Walsh 2005 por Enterrar a los muertos
- Premio Dulce Chacón de Narrativa Española 2006 por Enterrar a los muertos
- Premio San Clemente 2009 por Dientes de leche
- Premio de las Letras Aragonesas 2011
- Premio Hislibris al mejor autor español 2011 por El día de mañana
- Premio de la Crítica de narrativa castellana 2011 por El día de mañana
- Finalista del Premio al Libro Europeo del Año 2011 de la Unión Europea por El día de mañana
- Premio Ciutat de Barcelona 2012 por El día de mañana
- Premio Giuseppe Acerbi (Castel Goffredo, Mantua) 2012 por Dientes de leche
- Premio Espartaco de la Semana Negra de Gijón 2012 por El día de mañana
- Premio Don Luis a la Excelencia Literaria 2012 (Bodegas Luis Alegre, Laguardia, Rioja Alavesa)
- Premio Libro del año en los Premios Cálamo 2014 por La buena reputación
- Premio Nacional de Narrativa de 2015 por La buena reputación
- Premio José Antonio Labordeta a la Literatura 2017
- Premio Especial del Jurado - Premio Artes & Letras 2020
- Premio Espartaco de la Semana Negra de Gijón 2024 por Castillos de fuego[14]